# Podnikatelské baroko

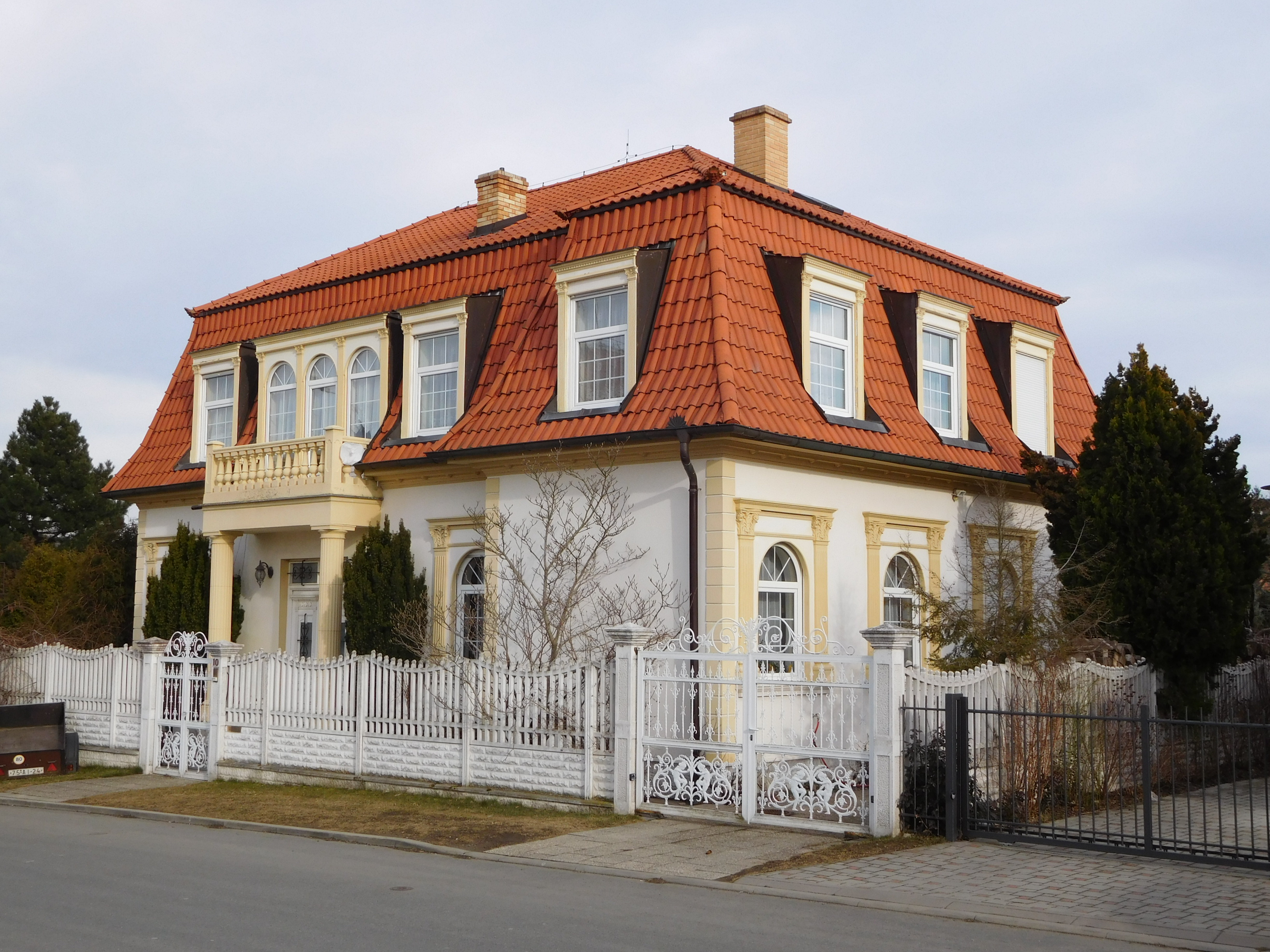
Vila v pražské části Kunratice

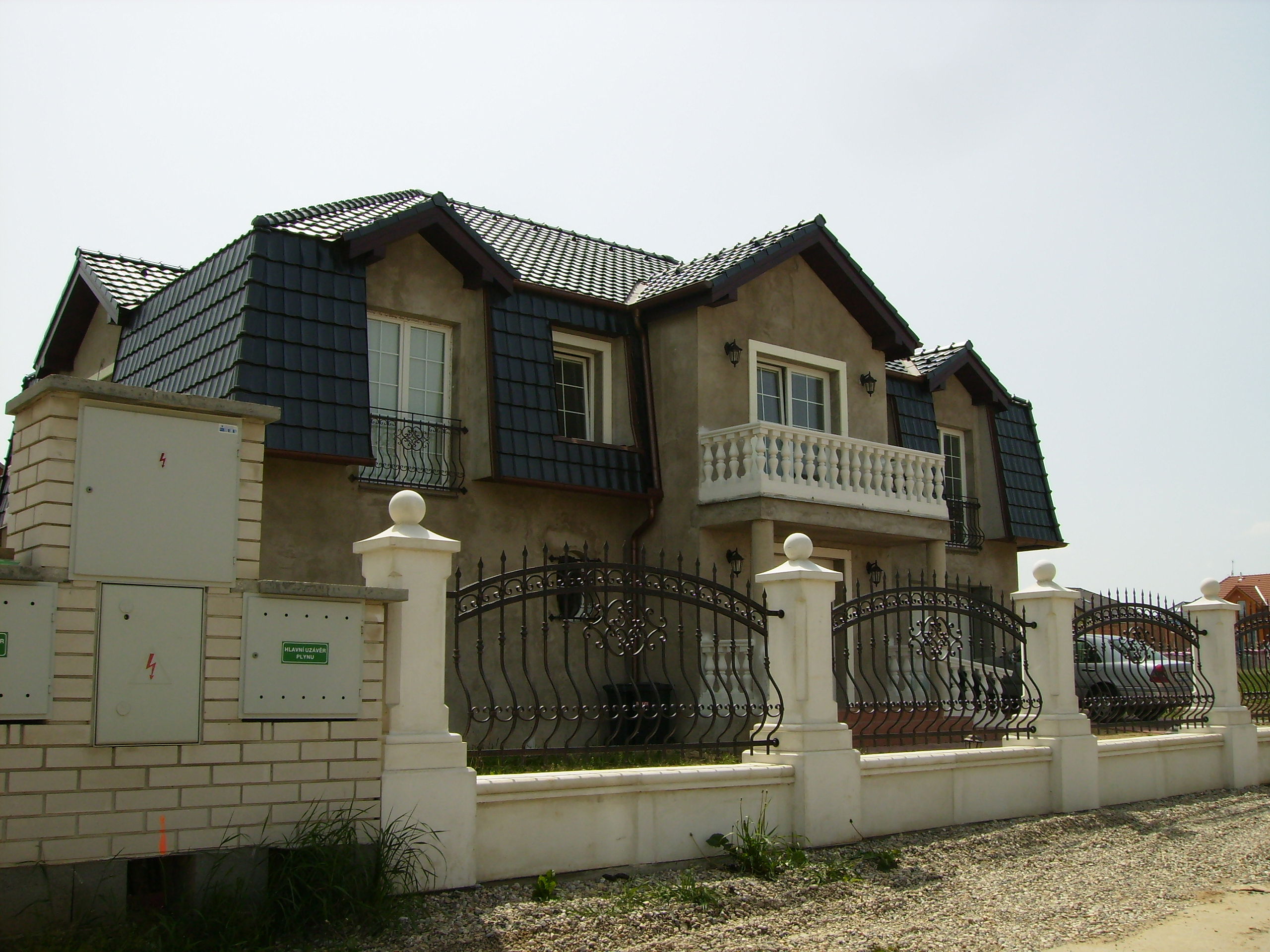
Rozestavěný dům u Šestajovic (Praha-východ), příklad podnikatelského baroka

Podnikatelské baroko je pejorativní označení pro stavební styl, který se prosadil v České republice, na Slovensku i v jiných postkomunistických zemích ve výstavbě rodinných domů především v devadesátých letech 20. století. Stavby tohoto druhu však vznikají po celém světě, ovšem například v severní Americe či státech západní Evropy nebyla kontinuita těchto konzervativně pojatých staveb nikdy přerušena. „Podnikatelské baroko“ se vyznačuje nabubřelostí, okázalostí a stylovou bezradností. Patří sem levně provedené, avšak zdánlivě luxusně vyhlížející domy, které se inspirují u všech možných historických slohů. Za stavbu podnikatelského baroka naopak nepovažujeme stavbu, která vychází z historie, avšak čerpá pouze z jednoho slohu, je vkusně povedená, stavěná například z kamene a jde tak spíš o historickou kopii, případně historií inspirovanou postmoderní stavbu, která může mít kladný architektonický význam.
Stavby podnikatelského baroka jsou typické zejména pro satelitní předměstí vesnic a měst, budovaná od počátku 90. let, která znehodnocují přírodní i urbanistické kvality krajiny a zásadně přispívají k vytváření tzv. sídelní kaše.

## Kořeny vzniku
Architekt Pavel Hron, dlouhá léta působící v Německu a Švýcarsku, tvrdí, že každý společenský převrat přináší v architektuře nabubřelost a nevkus. Jako hlavní příčinu označuje fakt, že se obvykle rychle dostanou k penězům vrstvy, které dříve patřily ke spodním patrům společenské pyramidy. Tyto vrstvy sice nemají vkus, ale potřebují rychle prezentovat své nové bohatství, dát na odiv svůj úspěch. Stejná situace byla v Německu po druhé světové válce. Ve Švýcarsku, které je po dlouhá staletí stabilní zemí, se takový fenomén vůbec neobjevil. Na východ od České republiky, na Ukrajině nebo v Rusku, ale třeba i v balkánských zemích, je tento jev ještě daleko výraznější. Mnohé luxusní vily jsou třeba inspirovány latinskoamerickými sídly apod.

## Charakteristické znaky

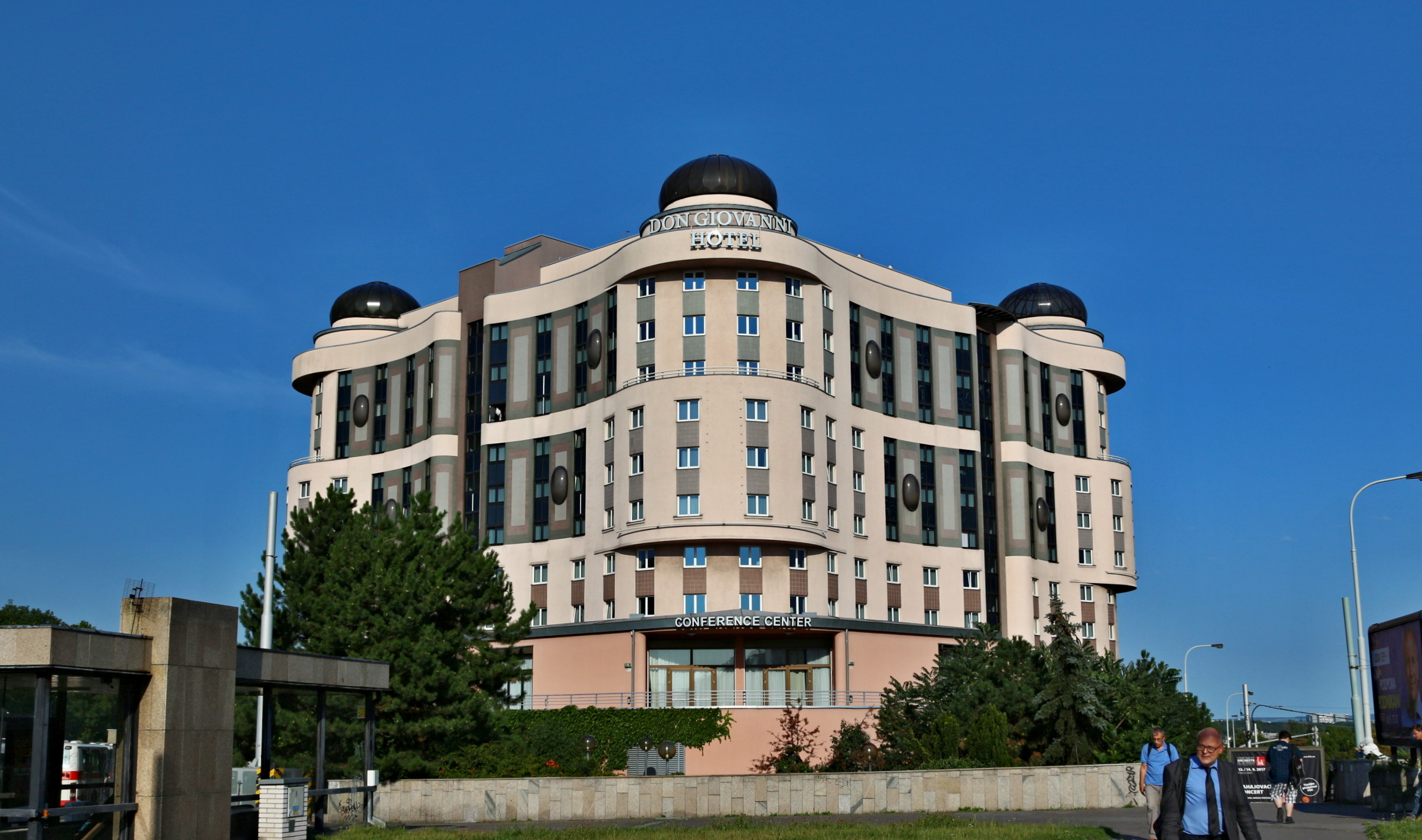
Hotel Don Giovanni v Praze je některými odborníky považován za příklad podnikatelského baroka

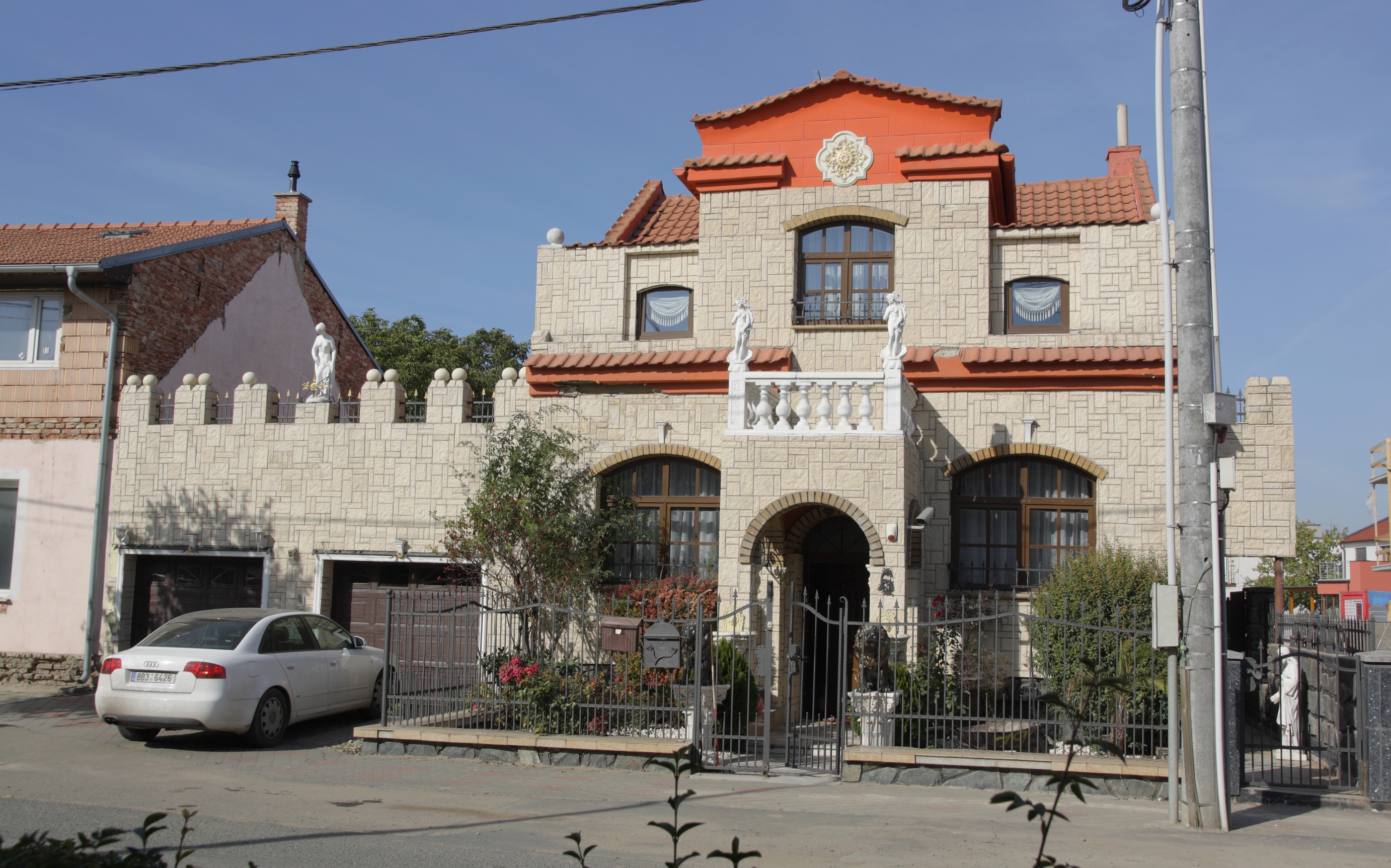
Dům v Brně-Přízřenicích

Charakteristickými znaky podnikatelského baroka jsou:
- stylová nejednotnost, kdy se bez jakýchkoliv pravidel kombinují různé stavební slohy a stavební styly
- velikost stavby je ve zřejmém nepoměru k velikosti pozemku – velké stavby na malých pozemcích
- zdání luxusu, kde jsou ale původní ušlechtilé materiály nahrazovány cenově dostupnějšími náhražkami (plastová okna, betonová zámková dlažba)
- různé historizující stavební prvky

### Další znaky
Pokud stavba odpovídá alespoň 6 z následujících 10 charakteristik, podle Tomáše Feřteka se určitě jedná o dílo podnikatelského baroka:
| - hluboce naražená sedlová střecha s valbou, případně střecha mansardová - alespoň jeden balkón - alespoň jeden vikýř nebo arkýř - alespoň jedna balustráda s kuželkami - sloupy a do oblouku klenutá okna nebo dveře | - zámková betonová dlažba všude, kde je to možné - plastová okna nebo romantické lucerničky - kovaná brána na dálkové ovládání - vysoká zeď z kamene nebo betonových tvárnic - vyřezávaný plot |

## Typické projevy podnikatelského baroka

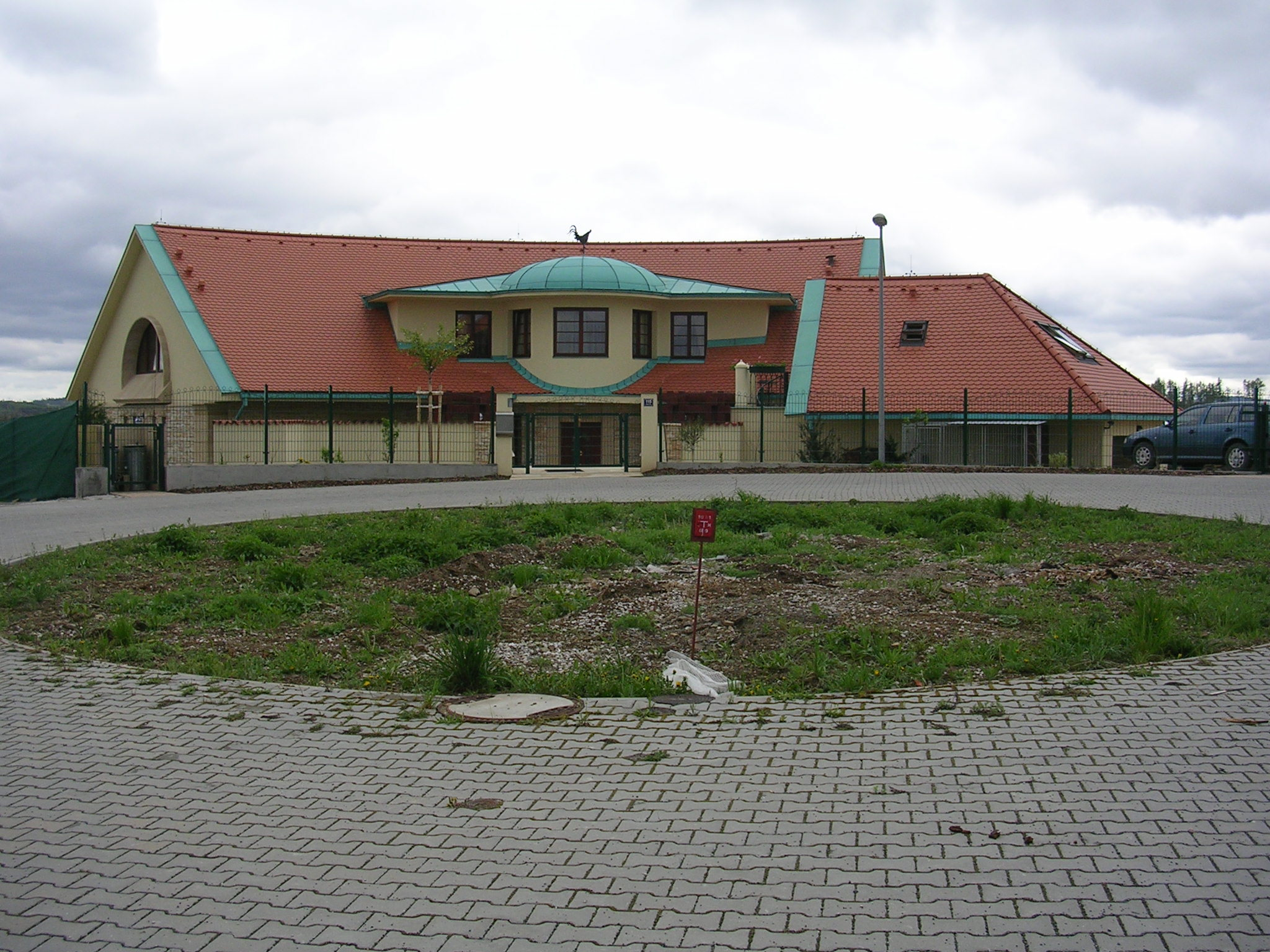
Trnová, Praha-západ

Podle architekta Zdeňka Lukeše bylo podnikatelské baroko spontánní reakcí na uniformitu socialistické architektury. Je výsledkem podvědomé negace všeho, co charakterizovalo předchozí stavební styl.
- Dům musí být hodně velký, protože panelákové byty byly malé.
- Dům nesmí mít plochou střechu (to symbolizuje panelák a město), musí mít venkovský styl.
- Dům musí být tvarově co nejpestřejší – proto se používají balustrády, do oblouku zaklenutá okna a dveře, dórské sloupy, věžičky, dvojramenná schodiště, sádroví lvi, kašny a kamenné obezdívky. Veliká členitost domů však zvyšuje energetickou náročnost domu a neekologičnost.
- Dům musí být barevný.
- Dům musí být opakem nudného života v paneláku – musí poskytovat bohaté možnosti trávení volného času – proto lze u domů postavených v podnikatelském baroku často spatřit bazén, houpačky, grily, venkovní krb, kuželník, saunu apod.
- Dům nemusí brát žádný ohled na své okolí – investor je silný jedinec a sounáležitost s místní komunitou je přežitek starého režimu – proto vedle sebe může stát pseudozámeček, gotický hrádek, minimalistická stavba nebo vesnický statek.
- „Můj dům-můj hrad“ – kolem dokola stojí vysoká zeď nebo alespoň prkenný plot vyřezávaný do obloučku a kovaná brána. Častokrát je dům hlídaný také i kamerovým systémem, či velkým psem. Dochází však následně k odcizení majitele domu a jeho okolí a rozbíjení vztahů v oblastech, kde se tyto domy budují. Jedná se o jeden z významných negativních jevů tzv. satelitních sídlišť.

Velký vliv na vznik podnikatelského baroka měly také nové technologické možnosti. V současné době již není nutné stavět pouze z místního dostupného materiálu, možnosti terénních úprav jsou prakticky neomezené a není potřeba domy citlivě zasazovat do krajiny. Lidé mají možnost cestovat po celém světě a tak mnozí z investorů zatoužili postavit na českém venkově středomořskou architekturu, kalifornskou vilku nebo bavorský alpský dům.

## Úpadek
Podnikatelské baroko začalo být na ústupu již na konci 90. let a od té doby stále více upadá, ale najdou se i čestné výjimky. Zvláště velká sídla velmi těžko nacházejí nové majitele. Mezi hlavní důvody patří příliš osobitý vkus původních majitelů, který je často velmi okázalý a tak mnohdy působí nevkusně. Dalším problémem jsou vysoké náklady, které zahrnují nejen pořizovací cenu, ale i cenu rekonstrukce a do budoucna je nutno započítat i nemalé provozní náklady. Domy také nebývaly stavěny z příliš kvalitních materiálů, což platí hlavně u nemovitostí stavěných v satelitech poblíž hlavních měst. Jejich rekonstrukce často nedává ekonomický smysl. Odborníci odhadují, že životnost takových domů je cca 15 – 20 let. Dalším z důvodů úpadku zájmu o tyto domy je také změna představy o bydlení. Zájemci dávají přednost menším energeticky pasivním stavbám, které šetří náklady na provoz.